# Нествед (футбольный клуб)
«Не́ствед»  — датский профессиональный футбольный клуб из одноимённого города. Клуб основан в 1896 году, домашние матчи проводит на стадионе «Нествед», с вместимостью 10 000 зрителей. В общей сложности в высшем дивизионе чемпионата Дании «Нествед» провёл 24 сезона, последним из которых является сезон 1990. В настоящее время клуб выступает в Первой лиге Дании, втором по силе дивизионе страны.

## Выступления в еврокубках
| Сезон   | Турнир          | Раунд  |                  | Клуб                | Счёт     |
| ------- | --------------- | ------ | ---------------- | ------------------- | -------- |
| 1973-74 | Кубок УЕФА      | 1R     | Флаг Германии    | Фортуна Дюссельдорф | 0-1, 2-2 |
| 1976-77 | Кубок УЕФА      | 1R     | Флаг Бельгии     | Моленбек            | 0-3, 0-4 |
| 1981-82 | Кубок УЕФА      | 1R     | Флаг Нидерландов | ПСВ                 | 0-7, 2-1 |
| 1989-90 | Кубок УЕФА      | 1R     | Флаг СССР        | Зенит               | 1-3, 0-0 |
| 1995    | Кубок Интертото | Группа | Флаг Нидерландов | Херенвен            | 1-2      |
|         |                 | Группа | Флаг Португалии  | Униан Лейрия        | 1-1      |
|         |                 | Группа | Флаг Венгрии     | Бекешчаба           | 3-3      |
|         |                 | Группа | Флаг Уэльса      | Тон Пентре          | 2-0      |

- 1R - первый раунд.

## Достижения
- Чемпионат Дании по футболу: 
  - Серебро (2): 1980, 1988.
  - Бронза (4): 1972, 1975, 1981, 1986.
- Кубок Дании по футболу: 
  - Финалист (1): 1994.

## Еврокубки
Кубок Интертото:Финалист: 1982